# Comuna Văscăuți, Florești
Comuna Văscăuți este o comună din raionul Florești, Republica Moldova. Este formată din satele Văscăuți (sat-reședință), Făgădău și Octeabriscoe.

## Demografie
Conform datelor recensământului din 2014, comuna are o populație de 990 de locuitori. La recensământul din 2004 erau 1.338 de locuitori.

## Administrație și politică
Componența Consiliului local Văscăuți (9 consilieri), ales la 5 noiembrie 2023, este următoarea:
|  | Partid                                       | Consilieri | Componență | Componență | Componență | Componență | Componență | Componență |
|  | -------------------------------------------- | ---------- | ---------- | ---------- | ---------- | ---------- | ---------- | ---------- |
|  | Mișcarea „Respect Moldova”                   | 6          |            |            |            |            |            |            |
|  | Partidul Socialiștilor din Republica Moldova | 3          |            |            |            |            |            |            |